# Jessica Shy
Džesika Šyvokaitė (* 6. Mai 1996 in Birštonas), bekannt als Jessica Shy, ist eine litauische Sängerin und Songwriterin. Sie gilt als eine der erfolgreichsten litauischen Sängerinnen ihrer Zeit.

## Werdegang
Šyvokaitė wuchs als Einzelkind in einer ländlichen Gegend bei Birštonas auf. Nach der Scheidung ihrer Eltern sei sie aufgrund der Arbeit ihrer Mutter zu ihren Großeltern gezogen und danach in das von ihrer Muter fertiggestellte Hotel, wobei sie in diesem regelmäßig von einem Zimmer ins andere umgezogen sei.
Mit 15 Jahren nahm sie an der von TV3 ausgestrahlten Show Chorų karai teil, wo sie Teil des Burgundischen Chor Kaunas war. 2012 war sie Teilnehmerin der ersten Staffel von X Faktorius. Danach war sie Begleitsängerin auf den Konzerten von Džordana Butkutė, ehe sie die Schule beendete und in London studierte. Nach einiger Zeit in London und Asien sowie einer Beinoperation kehrte sie nach Litauen zurück. Dort fand sie den Kontakt zu Jonas Nainys, dem sie einige Demos ihrer Lieder zusandte. Der vom Label OpenPlay 2019 veröffentlichte Titel Viskas Ką Turiu, den sie mit Karolis Labanauskas komponierte und alleine textete, war ihre erste kommerzielle Singleveröffentlichung, die bis ins Jahr 2024 regelmäßig Chartplatzierungen erreichte.
Ihr erstes Konzert fand ebenfalls 2019 im Tamsta-Club in Vilnius statt. 2022 erschien ihr erstes Album Apkabinti Prisiminimus, das im darauffolgenden Jahr Diamant-Status erreichte. Zugleich trat sie das erste Mal im Žalgiris-Stadion auf, was sie 2023 wiederholte. Letzteres war Teil ihrer Tournee Pasaka, deren Name auch der von ihrem zweiten Album ist. Weitere Konzerte fanden in Kaunas, Klaipėda, Šiauliai und Panevėžys statt.
Nach der Veröffentlichung des Albums Sutemos im Mai 2024 folgte im August ihr bis dahin größter Auftritt: vor etwa 38.000 Zuschauern trat sie im Dariaus-und-Girėno-Stadion auf. Das Konzert gilt als eines der größten, die je in Litauen stattfanden.
Als Komponistin war sie am Titel Luktelk beteiligt, der in der Interpretation von Silvester Belt der litauische Beitrag zum Eurovision Song Contest 2024 war. Das Lied erreichte dort den 14. Platz. Shys bislang viertes Studioalbum Žvėris erschien im Juni 2025.
Drei von Shys vier Alben erreichten Diamant-Status in der litauischen Hitparade. Denselben Status erreichten ebenfalls drei Singles sowie jeweils vier weitere Singles mit Platin- und Golderfolgen.

## Diskografie
Studioalben

| Jahr | Titel                  | Höchstplatzierung, Gesamtwochen, AuszeichnungChartsChartplatzierungen (Jahr, Titel, Platzierungen, Wochen, Auszeichnungen, Anmerkungen) | Anmerkungen                           |
| Jahr | Titel                  | LT | Anmerkungen                           |
| ---- | ---------------------- | --- | ------------------------------------- |
| 2022 | Apkabinti Prisiminimus | LT1 Diamant · (179 Wo.)LT | Erstveröffentlichung: 25. Januar 2022 |
| 2023 | Pasaka                 | LT1 Diamant · (120 Wo.)LT | Erstveröffentlichung: 10. März 2023   |
| 2024 | Sutemos                | LT1 Diamant · (56 Wo.)LT | Erstveröffentlichung: 31. Mai 2024    |
| 2025 | Žvėris                 | LT1 (3 Wo.)LT | Erstveröffentlichung: 12. Juni 2025   |

## Auszeichnungen und Nominierungen
| Preis                                       | Kategorie                   | Status    | Anmerkungen                        |
| ------------------------------------------- | --------------------------- | --------- | ---------------------------------- |
| Muzikos asociacijos metų apdovanojimai 2020 | Durchbruch des Jahres       | Nominiert |                                    |
| Muzikos asociacijos metų apdovanojimai 2021 | Gruppe/Interpret des Jahres | Nominiert |                                    |
| Muzikos asociacijos metų apdovanojimai 2021 | Lied des Jahres             | Nominiert | mit Justinas Jarutis für Rugpjūtis |
| Muzikos asociacijos metų apdovanojimai 2022 | Popmusiker des Jahres       | Gewonnen  |                                    |
| Muzikos asociacijos metų apdovanojimai 2022 | Album des Jahres            | Nominiert | Apkabinti prisiminimus             |
| Muzikos asociacijos metų apdovanojimai 2022 | Gruppe/Interpret des Jahres | Nominiert |                                    |
| Muzikos asociacijos metų apdovanojimai 2023 | M.A.M.A. Top 40             | Gewonnen  | Dėl Tavęs                          |
| Muzikos asociacijos metų apdovanojimai 2023 | Album des Jahres            | Gewonnen  | Pasaka                             |
| Muzikos asociacijos metų apdovanojimai 2023 | Musikvideo des Jahres       | Nominiert | Dėl Tavęs                          |
| Muzikos asociacijos metų apdovanojimai 2023 | Musikvideo des Jahres       | Nominiert | Pasaka                             |
| Muzikos asociacijos metų apdovanojimai 2023 | Gruppe/Interpret des Jahres | Gewonnen  |                                    |
| Muzikos asociacijos metų apdovanojimai 2023 | Konzert/Künstler des Jahres | Gewonnen  |                                    |
| Muzikos asociacijos metų apdovanojimai 2023 | Popmusiker des Jahres       | Gewonnen  |                                    |
| Muzikos asociacijos metų apdovanojimai 2023 | Lied des Jahres             | Gewonnen  | Apkabink                           |
| Muzikos asociacijos metų apdovanojimai 2023 | Lied des Jahres             | Nominiert | Dėl Tavęs                          |
| Muzikos asociacijos metų apdovanojimai 2024 | M.A.M.A. Top 40             | Nominiert | Žvaigždės                          |
| Muzikos asociacijos metų apdovanojimai 2024 | Popmusiker des Jahres       | Gewonnen  |                                    |
| Muzikos asociacijos metų apdovanojimai 2024 | Konzert/Künstler des Jahres | Gewonnen  |                                    |
| Muzikos asociacijos metų apdovanojimai 2024 | Musikvideo des Jahres       | Nominiert | Žvaigždės                          |
| Muzikos asociacijos metų apdovanojimai 2024 | Album des Jahres            | Nominiert | Sutemos                            |
| Muzikos asociacijos metų apdovanojimai 2024 | Gruppe/Interpret des Jahres | Gewonnen  |                                    |
| Muzikos asociacijos metų apdovanojimai 2024 | Lied des Jahres             | Nominiert | 1000 vėtrų                         |
| Muzikos asociacijos metų apdovanojimai 2024 | LATGA Songwriter des Jahres | Gewonnen  |                                    |